# Canna ascendens
Canna ascendens es una planta perenne, herbácea y rizomatosa, con tallos de hasta 1,5 m de altura, perteneciente a la familia Cannaceae. El epíteto ascendens hace referencia al carácter saliente de las hojas, ascendentes,
nunca patentes ni reflexas como en otras especies de Canna (por ejemplo Canna indica L.).

## Descripción
Presenta rizomas de 4 cm de diámetro, crasos, subterráneos, monopodiales, con nudos cubiertos por catáfilos castaños y entrenudos blanquecinos. Los tallos erectos tienen vainas foliares grandes, glabras, verdes. Las hojas son concolores, verdes, glabras, de 15 a 50 cm de longitud por  7 a 18 cm de ancho, con láminas ovado-lanceoladas y con ápices agudos, acuminados y retorcidos. La textura de las hojas es herbácea, con la superficie de diseño liso y pulidez
nítida. La cutícula es estriada a plegada; las células epidérmicas dispuestas con modelo subpoligonal; los estomas son paracíticos de contorno subrectangular de 30 x 19 μm, con células anexas rectangulares y células polares no envolventes.  Las inflorescencias  de 45 a 50  cm de longitud. La florescencia principal con 5 a 8 nudos. Los nudos son bifloros con 3
brácteas protectoras y una flor más grande que la otra. Las brácteas, vainas y ejes son de color verde. Las flores tienen 
de 6 a 7 cm de longitud, con 12 piezas, 3 estaminodios y un cuarto estaminodio rudimentario en la base del labelo. ovario ínfero, de hasta 1,2 cm de longitud, externamente papiloso. Sépalos 3, rosado-verdosos, ovados angostos, con ápices agudos y base truncada, el externo de hasta 1,2 cm de longitud x 0,7 cm de ancho; el medio y el interno de igual tamaño, de hasta 1 cm de longitud x 0,6 cm de ancho. Los pétalos son 3, rosado-anaranjados, oblanceolados, con ápices agudos y connatos en la base, el externo y medio de hasta 5,2 cm de longitud x 0,8 cm de ancho y el interno algo menor, de hasta 3,4 cm de longitud x 0,5 cm de ancho. Los estaminodios son 3, de color amarillo-anaranjado, anaranjado claro o intenso, oblanceolados, con ápices apiculados, agudos o acuminados, el externo de hasta 6 cm de longitud x 1,5 cm de ancho, el medio y el interno algo más pequeños, de hasta 5 cm de longitud x 1 cm de ancho. El labelo es reflexo, amarillo-anaranjado con manchas rojizas adaxiales, con ápice emarginado o entero. El estambre es rosado-anaranjado, la parte petaloide con ápice reflexo y antera marginal retorcida de 1 cm de longitud. El fruto es una cápsula, ovoide, de hasta 3 x 2,5 cm, externamente papilosa. Las semillas son casi esféricas, de 0,6 a 0,8 cm de diámetro, de color castaño oscuro a negro a la madurez, lisas.

## Distribución
Las poblaciones de Canna ascendens se encuentran en la provincia de Buenos Aires, en localidades ribereñas de La Plata, y también en City Bell, Ringuelet y San Pedro. Crecen en suelos húmedos pero no anegados, en terrenos baldíos y en áreas urbanas abiertas, siempre en suelos ricos, a veces removidos.